# La Punt Chamues-ch
La Punt Chamues-ch (, toponimo romancio; in italiano Ponte-Campovasto, desueto, ufficiale fino al 1943) è un comune svizzero di 686 abitanti del Canton Grigioni, nella regione Maloja.

## Geografia fisica
La Punt Chamues-ch è situato in Alta Engadina, sul fiume Inn; dista 13 km da Sankt Moritz, 54 km da Tirano, 66 km da Coira e 137 km da Lugano. Il passo dell'Albula è situato nel territorio del comune. Il punto più elevato del comune è la cima del Piz Üertsch (3 268 m s.l.m.), sul confine con Bergün.

## Monumenti e luoghi d'interesse

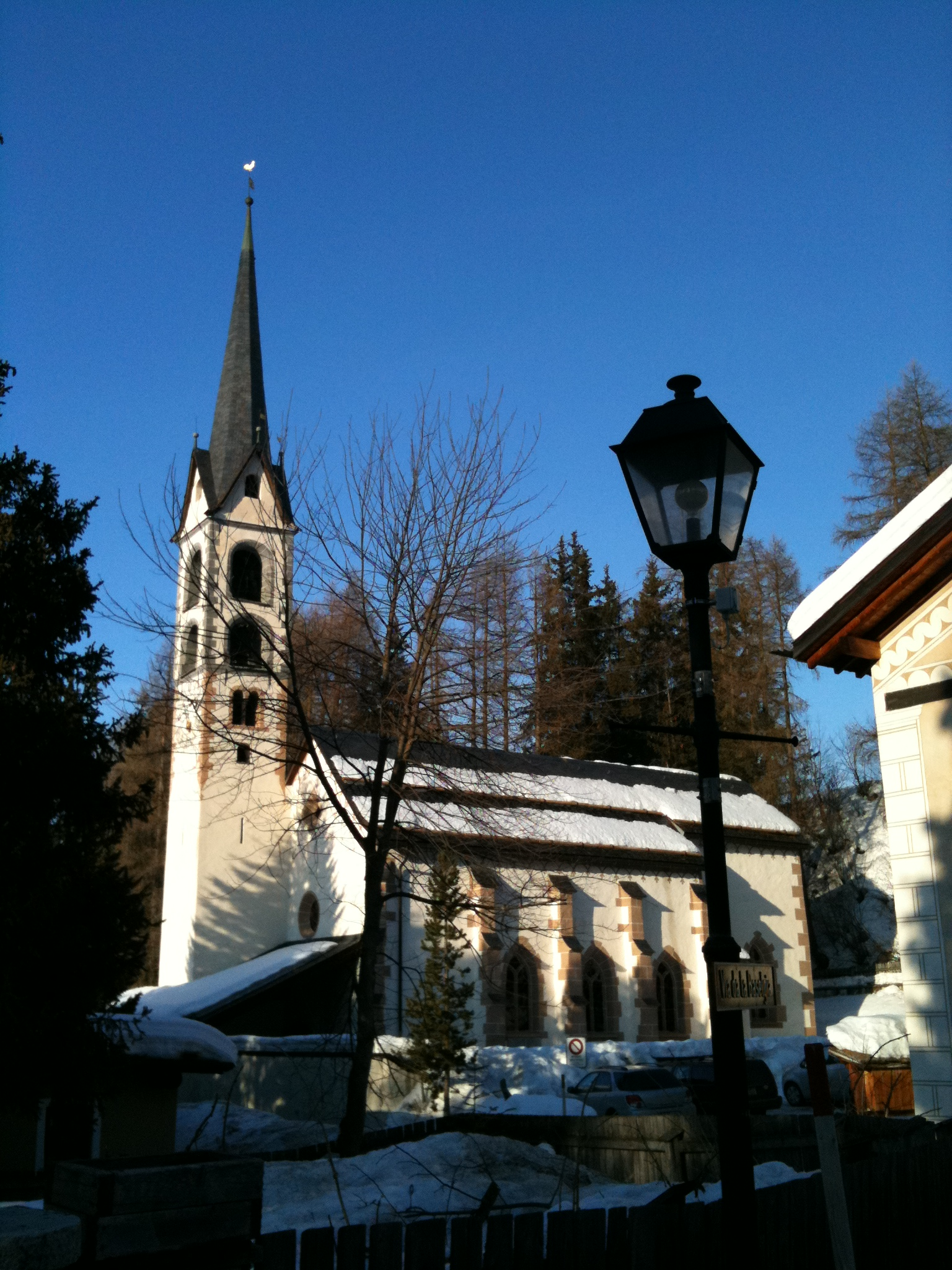
La chiesa riformata di Chamues-ch

- Chiesa riformata di Sant'Andrea in località Chamues-ch, attestata dal 1370 e ricostruita nel 1505 da Bernardo da Poschiavo[1];
- Chiesa riformata in località La Punt, eretta nel 1680[1].

## Società

### Evoluzione demografica
L'evoluzione demografica è riportata nella seguente tabella):
Abitanti censiti

### Lingue e dialetti
Già borgo di lingua romancia, fu massicciamente germanizzato a partire dagli anni 1970 (romanci al 20% nel 2000).

## Infrastrutture e trasporti

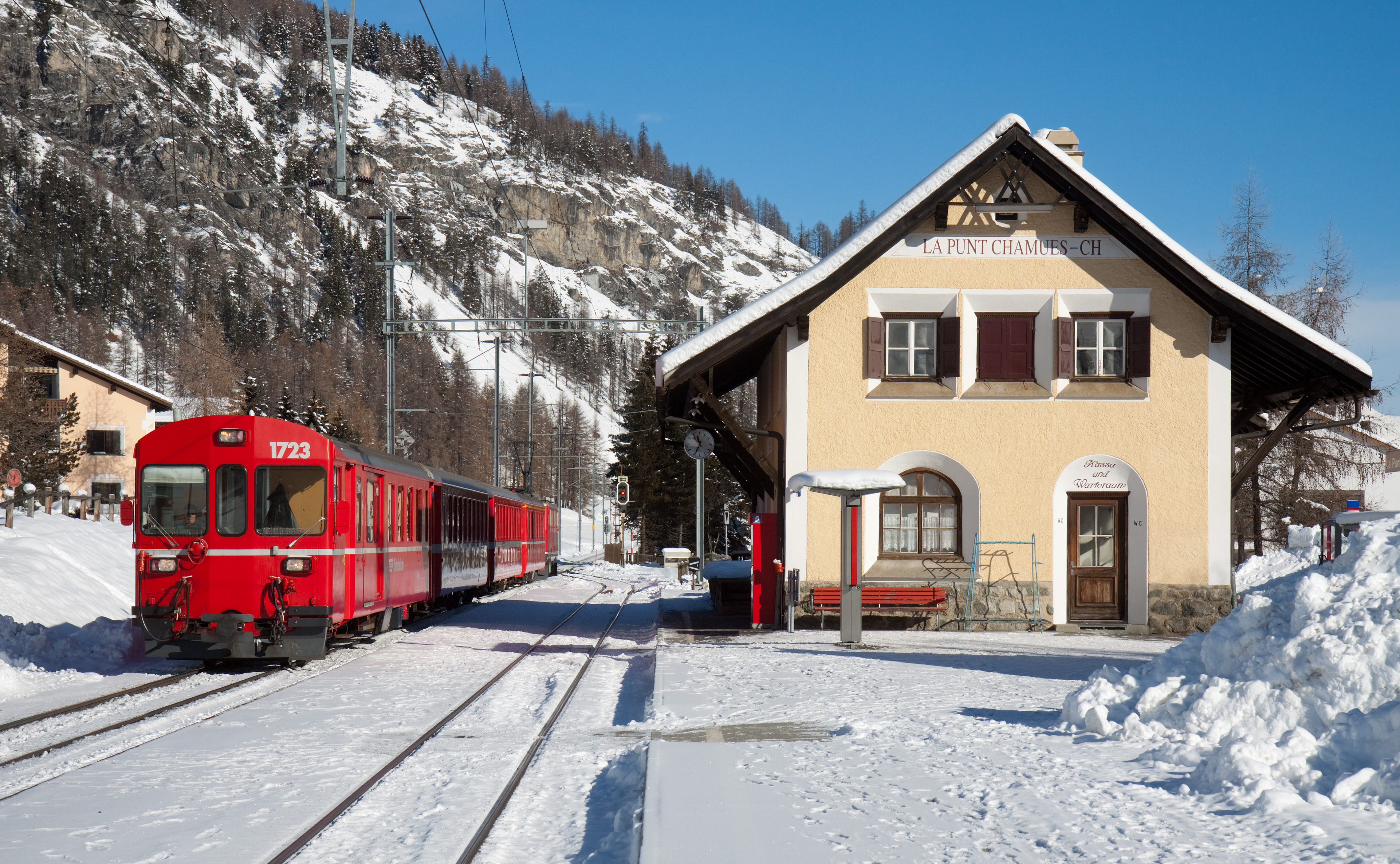
La stazione di La Punt Chamues-ch

È servito dalla stazione ferroviaria omonima della Ferrovia Retica, sulla linea del Bernina.

## Amministrazione
Ogni famiglia originaria del luogo fa parte del comune patriziale e ha la responsabilità della manutenzione di ogni bene ricadente all'interno dei confini del comune.